# Science Fiction/Double Feature
Science Fiction/Double Feature ist der Eröffnungssong sowohl des Musicals The Rocky Horror Show als auch des Films The Rocky Horror Picture Show. Der Text verweist auf eine ganze Reihe von B-Movies, fast alle aus dem Bereich Science-Fiction, die auch in der Story parodiert werden. Der Begriff Double Feature im Titel bezieht sich auf die Doppelvorführungen im Kino in den 30er bis 50er Jahren. Zu Anfang der Filmversion sieht man in Großaufnahme rot geschminkte Lippen – den Mund von Patricia Quinn – die den Eröffnungssong artikulieren. Es singt allerdings Richard O’Brien, der Autor der Rocky Horror Show. Patricia Quinn spielt die Magenta in der Rocky Horror Picture Show.

## Zitate
Folgende Schauspieler und Filme werden im Liedtext benannt:
- Michael Rennie in The Day The Earth Stood Still
- Flash Gordon
- Claude Rains in The Invisible Man
- Fay Wray in King Kong
- It Came From Outer Space
- Doctor X
- Anne Francis in Forbidden Planet
- Leo G. Carroll in Tarantula
- Janette Scott in Day of the Triffids
- Dana Andrews in Der Fluch des Dämonen
- George Pal in When Worlds Collide

## Coverversionen
Das Lied wurde oft gecovert,  unter anderem von Me First and the Gimme Gimmes. The Dresden Dolls haben es live aufgeführt, sowohl als Band als auch mit Amanda Palmer solo am Keyboard. Auch Voltaire hat den Song live gespielt. 2004 coverten Joan Jett and the Blackhearts den Song auf dem Album Naked.  Naya Rivera coverte den Song als Santana Lopez für The Rocky Horror Glee Show.